# Skogsören
Skogsören är ett skär i Åland (Finland). Det ligger i Skärgårdshavet och i kommunen Vårdö i landskapet Åland, i den sydvästra delen av landet. Ön ligger omkring 31 kilometer nordöst om Mariehamn och omkring 250 kilometer väster om Helsingfors. Skogsören ligger 1 meter över havet.
Öns area är 1,3 hektar och dess största längd är 190 meter i nord-sydlig riktning. Trakten är glest befolkad. Närmaste större samhälle är Sund, 17,0 km väster om Skogsören.